# Prot(o)
 (novembre 2024).
Prot(o) est un groupe brésilien de rock, originaire de Brasilia, actif entre 1999 et 2017. Le groupe comprend à l'origine le bassiste et guitariste Pedro Ivo, le guitariste et chanteur Rafa, le batteur Cristóvão et d'autres chanteurs comme Carlos Pinduca.

## Histoire
Le groupe comprend à l'origine le bassiste et guitariste Pedro Ivo, le guitariste et chanteur Rafa, le batteur Cristóvão et le chanteur et guitariste Carlos Pinduca. En juillet 2001, le guitariste Tharsis prend la place de Rafa, qui s'est ensuite consacré exclusivement à l'autre groupe de rock, Bois de Gerião,. Le style musical du groupe est un mélange d'artistes brésiliens, tels que Mutantes et Roberto de Souza.
Jouant un son qui mêle les influences de groupes et artistes brésiliens tels que Mutantes, Roberto Carlos et Inocentes avec des groupes internationaux tels que les Beatles, Mano Negra, The Clash et Mudhoney, le groupe sort deux CD (le premier en 2003 et le second en 2006) sur le label discographique indépendant Monstro Discos, basé à Goiânia. Les deux albums sont salués par les critiques musicaux brésiliens et figurent sur les listes des meilleurs albums de l'année de plusieurs médias spécialisés.
Cette reconnaissance permet au groupe de jouer dans certains des principaux festivals du Brésil (Abril Pro Rock, Porão do Rock, Goiânia Noise et Bananada), et d'inclure des chansons dans la bande originale du long métrage A Concepção, réalisé par José Eduardo Belmonte, dont la bande originale remporte le Festival du film de Brasilia 2006,. Le groupe se sépare en 2017.

## Discographie

### Albums studio
- 2003 : Prot(o) (Monstro discos)
- 2006 : Prot(o) (Monstro discos)